# 호구들의 감빵생활
《호구들의 감빵생활》은 대한민국의 텔레비전 예능 프로그램으로, 2019년 3월 16일부터 2019년 9월 7일까지 tvN에서 방송되었다.

## 고정 출연자

### 출연진
- 김태진
- 이수근
- 정형돈
- 최예나 (아이즈원)
- 김종민 (코요태)
- 이상엽
- 황제성
- 승관 (세븐틴)
- 장도연
- JB (GOT7)
- 한보름